# Дикая охота короля Стаха (повесть)
«Ди́кая охо́та короля́ Ста́ха» — историческая повесть белорусского писателя Владимира Короткевича с элементами мистики, впервые опубликованная в 1964 году. Считается классикой белорусской литературы.

## История
Первый вариант повести написан летом 1950 года и впоследствии переработан во второй вариант в 1958 году. На белорусском языке повесть опубликована в журнале «Маладосць» в 1964 году и включена в книгу только через 10 лет. На русском языке впервые увидела свет в № 6-8 журнала «Нёман» за 1979 год в переводе Валентины Щедриной и в 1981 году вошла в книгу «Седая легенда», изданную в Москве.

## Сюжет
Рассказ ведётся от имени главного героя, которому уже 96 лет. Сама же история произошла во времена его молодости, осенью 1888 года. 
Молодой учёный-фольклорист Андрей Белорецкий путешествует по белорусским деревням, оказываясь наконец в глухой болотистой местности М-ской (то есть, Минской или Могилевской) губернии. Сбившись с пути во время осенней бури, он попадает в родовой замок Яновских — Болотные Ялины (Болотные Ели). Его принимает хозяйка замка, 18-летняя Надежда Яновская, последняя представительница своего рода. Она рассказывает Белорецкому, что род Яновских проклят из-за предательства, совершённого её предком, Романом Старым, на двадцать поколений и Надежда — представитель двадцатого поколения — ожидает скорой смерти, с которой прекратится и род Яновских. Она рассказывает о призраках, появление которых предвещает её гибель — Дикой охоте короля Стаха (предводителя восстания, убитого Романом Старым), Малом Человеке, Голубой Женщине.
Белорецкий остаётся в замке, чтобы защитить Надежду и распутать клубок событий. Он видит Малого Человека — существо небольшого роста с очень длинными пальцами, которое заглядывает в окна по ночам; Голубую Женщину, сошедшую со старинного портрета, на которую Надежда очень похожа. Постепенно Белорецкий знакомится и с остальными жителями — управляющим Яновской Берманом, её дядей и опекуном Дуботовком, бывшим студентом Светиловичем, влюблённым в Надежду, охотником и следопытом Рыгором. В один из вечеров на болоте его преследует Дикая охота — группа молчаливых всадников на конях, которые скачут бесшумно, свободно передвигаются по трясине, делают огромные прыжки и оставляют следы старинных подков. Белорецкий чудом успевает укрыться в замке и с удвоенной энергией продолжает поиски людей, скрывающихся за Дикой охотой. Вместе с Рыгором они раскрывают тайну гибели отца Надежды, загнанного в болото Дикой охотой за два года до приезда Белорецкого. Постепенно они раскрывают и тайну Дикой охоты — её организовал Дуботовк с целью довести девушку до сумасшествия или смерти и завладеть замком. Все всадники подкараулены и убиты местными мужиками во главе с Белорецким и Рыгором, а Дуботовк погиб в трясине под копытами коней, которых он сам отобрал для Дикой охоты. Исчезают и призраки замка: Малый Человек оказывается слабоумным братом Бермана, которого Берман выпускал из потайных коридоров, а Голубая Женщина — самой Надеждой, которая бродит по замку в сомнамбулическом сне.
Белорецкий увозит Надежду из Болотных Ялин и женится на ней. В Болотных Ялинах начинает жить девушка с ребёнком, которую Белорецкий сам отправил туда, когда она была голодна и просила у него помощи. Со временем Надежда излечивается от постоянного страха и лунатизма. К концу повести она оказывается беременна.

## Действующие лица
- Андрей Белорецкий (Андрэй Беларэцкі) — главный персонаж, от чьего имени ведётся рассказ. Молодой учёный-фольклорист, занимающийся сбором старинных белорусских легенд. Случайно попадает в имение Яновских во время бури.
- Надежда Романовна Яновская (Надзея Раманаўна Яноўская) — хрупкая 18-летняя девушка, последний потомок древнего шляхетского рода Яновских, живущая в родовом имении после странной гибели отца, Романа Яновского. Из-за постоянного пребывания в страхе страдает лунатизмом.
- Рыгор Дуботовк (Рыгор Дубатоўк) — дальний родственник Яновских, шляхтич. Весёлый дед-балагур, шутник, умеет расположить к себе людей, хорошо говорит по-белорусски. Впоследствии, однако, выяснилось, что под этой маской скрывается хитрый и безжалостный человек, главный злодей, придумавший дикую охоту с целью уничтожить Яновских и заполучить их замок и имущество.
- Алесь Ворона (Алесь Варона) — молодой шляхтич, весьма надменный и вспыльчивый, сообщник Дуботовка, всадник дикой охоты, испытывающий глубокую личную неприязнь к Белорецкому. В своё время сватался к Надежде, но получил отказ.
- Андрей Светилович (Андрэй Свеціловіч) — студент Киевского университета, исключённый за участие в волнениях. Светлый, наивный, открытый, но решительный человек, с юных лет безответно влюблённый в Надежду. Становится другом и надёжным соратником Белорецкого, но гибнет от рук дикой охоты.
- Игнась Берман-Гацевич (Ігнась Берман-Гацэвіч) — 35-летний библиофил, внешне напоминающий куклу. Своё присутствие в замке объясняет любовью к библиотеке Яновских. Впоследствии оказалось, что он тоже являлся их дальним родственником и тоже претендовал на имение. Придумал Малого Человека с той же целью, что и Дуботовк — свести хозяйку с ума.
- Рыгор — крестьянин, охотник, хорошо знающий местные леса. Внешне суров, но в душе очень добрый человек. Помогает Белорецкому и Светиловичу победить Дикую охоту.

## Художественные особенности
Сюжет повести перекликается с детективом «Собака Баскервилей» А. К. Дойля: в основе событий также лежит семейная легенда, проклятие, которое должно уничтожить род, а в развязке мистика оказывается преступным замыслом. Однако, в отличие от английского детектива, в «Дикой охоте» важное место занимают национальные и социальные мотивы, влияющие на развитие сюжета. Беларусь представляется угнетённым и потерянным, но одновременно и национально самобытным краем с богатой историей, культурой и традициями. В тексте повести присутствуют упоминания про национальные танцы, одежду, блюда, напитки, обычаи, фигурирует уникальная, ныне утраченная порода лошадей.
Автор использует такие приёмы, как ошибочное отождествление, «подставной» подозреваемый, разгадывание наполовину сожжённого письма, идентификация неизвестных по своеобразной лексике, чтение следов. Кроме того, автор постоянно поддерживает напряжение, подвергая героя опасности: его неоднократно преследует дикая охота, на него осуществляются покушения, его вызывают на дуэль, пугают привидениями, им заинтересовывается полиция.

## Экранизации
Пьеса по мотивам повести несколько раз ставилась различными белорусскими режиссёрами на сценах разных театров.
Одноимённый фильм был снят в 1979 году. Сюжет фильма существенно отличается от сюжета повести. Короткевичу экранизация его произведения не особо понравилась, так как в фильме практически отсутствовала одна из ключевых тем повести — печаль о тяжёлой судьбе белорусского народа.
В 1989 году была написана одноимённая опера композитором Владимиром Солтаном в тесном сотрудничестве с постановочной группой и исполнителями главных партий спектакля. Постановка вызвала фурор среди публики и критиков, став настоящей сенсацией в театральной жизни Беларуси. Опера исполняется на белорусском языке.

## Переводы
- Перевод на русский: В. Щедрина (Дикая охота короля Стаха), 1981; П. Жолнерович (Дикая охота короля Стаха: Последняя повесть «Семейных преданий рода Яновских», рассказанная Андреем Белорецким), 2017 — полный перевод с устранением неточностей и сокращений первой версии.
- Перевод на английский: М. Минц (King Stakh's Wild Hunt), 2012; Н. Халезин.
- Перевод на немецкий: И. Колинко, О. Колинко (König Stachs wilde Jagd), 1985.
- Перевод на латышский: Т. Руллис (Karaļa Staha baismā karadraudze), 1985.
- Перевод на чешский: В. Жидлицки (Královská pomsta aneb Divoký hon krále Stacha), 1972.
- Перевод на болгарский: Р. Евтимова (Страшната ловна дружина на крал Стах), 1981.
- Перевод на украинский: К. Скрипченко (Дике полювання короля Стаха), 1984.
- Перевод на грузинский: В. Салия (მეფე სტახის პირსისხლიანი ნადირობა), 2012.